# Louis Godin
Louis Godin (28 de febrero de 1704-11 de septiembre de 1760) fue un astrónomo y matemático francés, además de catedrático sanmarquino, que ejerció brevemente el cargo de Cosmógrafo Mayor del Virreinato del Perú.

## Biografía

### Misión geodésica francesa
Godin fue miembro, junto con Charles Marie de La Condamine y Pierre Bouguer, de la expedición (de la que también formaban parte los científicos españoles Jorge Juan y Antonio de Ulloa) a la Real Audiencia de Quito en el Imperio español en Sudamérica en 1735, a la región que hoy es parte de Ecuador. Esta misión determinó la medida del meridiano en la línea ecuatorial. Esto hizo posible determinar que el diámetro de la tierra es mayor en el ecuador que en los polos, tal como había conjeturado Isaac Newton.   
Su primo, Jean Godin, formó parte de la expedición por recomendación de Louis.
Como resultado de la expedición, Louis Godin pasó varios años en Sudamérica, especialmente en Lima, donde fue testigo del terremoto de 1746. En situación de bancarrota debido a la falta de fondos por parte del Estado francés y de la academia científica francesa, se vio obligado a trasladarse a Lima, tanto para seguir sus investigaciones científicas como para recaudar fondos. En 1744 fue nombrado catedrático de Prima de Matemáticas en la Universidad de San Marcos y ejerció el cargo de Cosmógrafo Mayor adjunto a dicha cátedra. En 1746 se aprobó su diseño de la fortaleza del Real Felipe.

### Últimos años

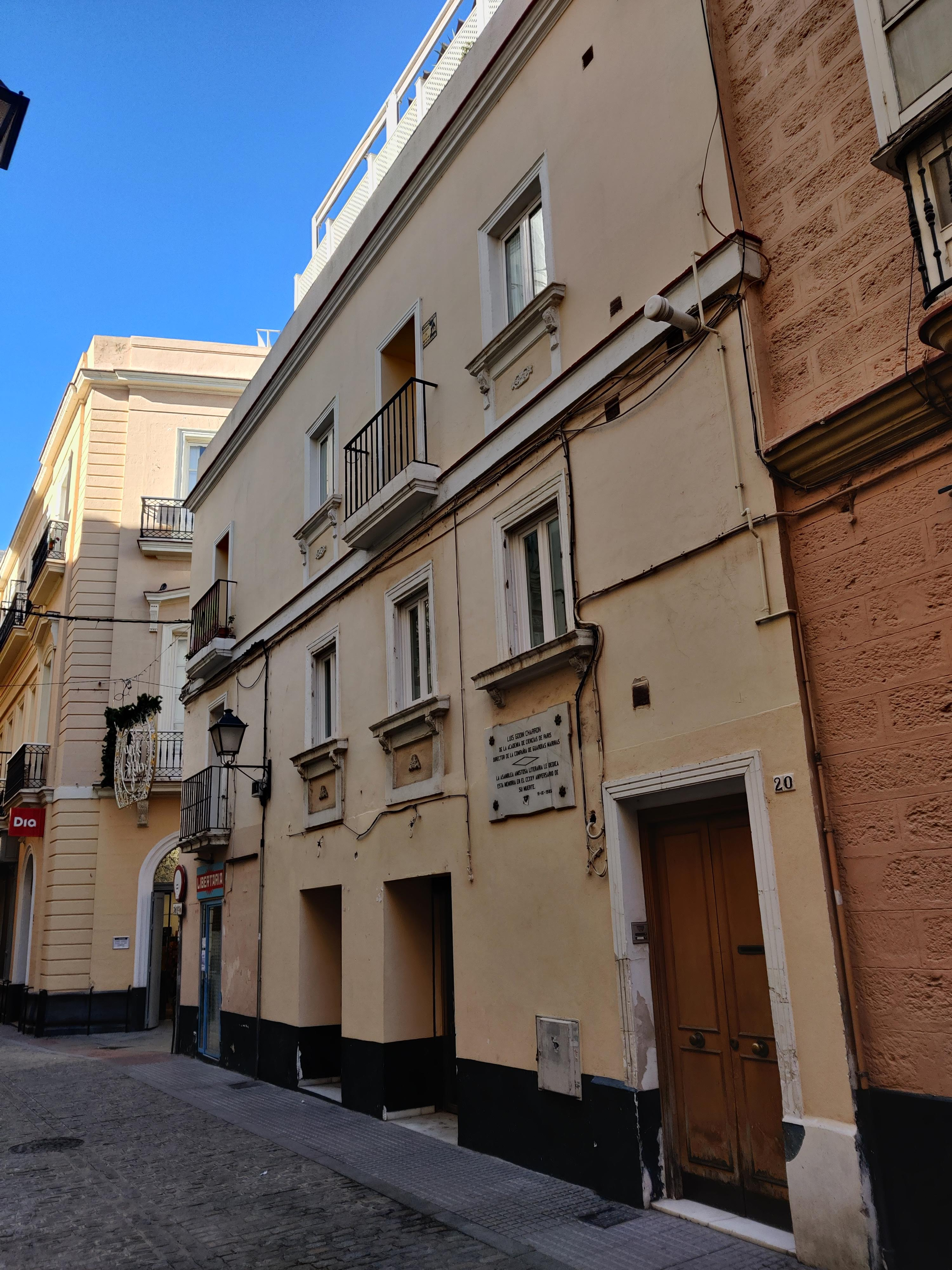
Placa en Cádiz

Al regresar a Europa en 1751, se encontró con que había sido prácticamente olvidado, había perdido su condición de pensionado de la Academia y su fortuna se había esfumado en especulaciones desafortunadas. Esta situación le llevó a aceptar el cargo de presidente de la Academia Naval de Cádiz. Posteriormente viajó a Portugal, donde fue testigo del gran Terremoto de Lisboa de 1755.
Escribió sus Mémoires, 11 volúmenes de Histoire de l'Académie des Sciences de 1680 à 1699, y Appendix aux Tables astronomiques de La Hire.

### Madame Godin
Isabel Grameson Pardo (madame Godin), mujer de Jean Godin (el primo de Louis), realizó un sorprendente viaje por el Amazonas, cuando en 1769 decidió ir en busca de su marido, tras averiguar que estaba vivo después de un largo período sin noticias suyas. En el trayecto, fallecieron sus dos hermanos y los indios que la acompañaban. Isabel se calzó las botas de su hermano fallecido y emprendió una caminata por el Amazonas, permaneciendo internada en la selva durante 10 días en solitario. Logró encontrar el río y fue rescatada por una pareja de indios que la llevaron hasta Andoas. La novela The mapmakers wife de Robert Whitaker relata la historia de esta mujer y de la misión científica de Godin, La Condamine y Bouguer.

## Eponimia
- El cráter lunar Godin fue nombrado en su honor.